# Berggericht Siegen
Das Berggericht Siegen war von 1837 bis 1849 ein preußisches Berggericht mit Sitz in Siegen.

## Geschichte
Siegen war bereits in nassauischer Zeit Sitz eines Berggerichts, des sogenannten Bergverhörs gewesen.
Nach dem Erwerb durch Preußen entstand zunächst ein Berggericht Eslohe. In den Kreisen Siegen und Wittgenstein wurden Bergsachen an den ordentlichen Gerichten entschieden. Das Berggericht Eslohe wurde 1837 nach Siegen verlegt, wo bereits das Bergamt Siegen seinen Sitz hatte und war nun für den gesamten Sprengel des Oberlandesgerichtes Arnsberg zuständig. Aufgaben und Kompetenzen wurden im Reglement für das in Siegen zu errichtende Berggericht vom 13. Juli 1837 festgelegt. Der Bergrichter war danach gleichzeitig Mitglied des Bergamtes. Mit Verordnung vom 2. Januar 1849 wurde das Berggericht aufgehoben und  seine Aufgaben den ordentlichen Gerichten (also in erster Instanz den Kreisgerichten) übertragen.

## Bergrichter
Bergrichter war von 1837 bis 1849 Ludwig von Beughem.